# Barbarian: The Ultimate Warrior
Barbarian: The Ultimate Warrior foi jogo de Video game lançado primeiramente para o Commodore 64 em 1987. Depois, o jogo foi portado para vários outros computadores pessoais. Barbarian é um jogo de luta que dá aos jogadores controle sobre bárbaros. O jogo foi desenvolvido e publicado pela Palace Software. A companhia licenciou o jogo para a Epyx, que o publicou como Death Sword in the United States.
O game causou polêmica por causa da capa onde a modelo Maria Whittaker ficou estampada.